# صخور الحراسة

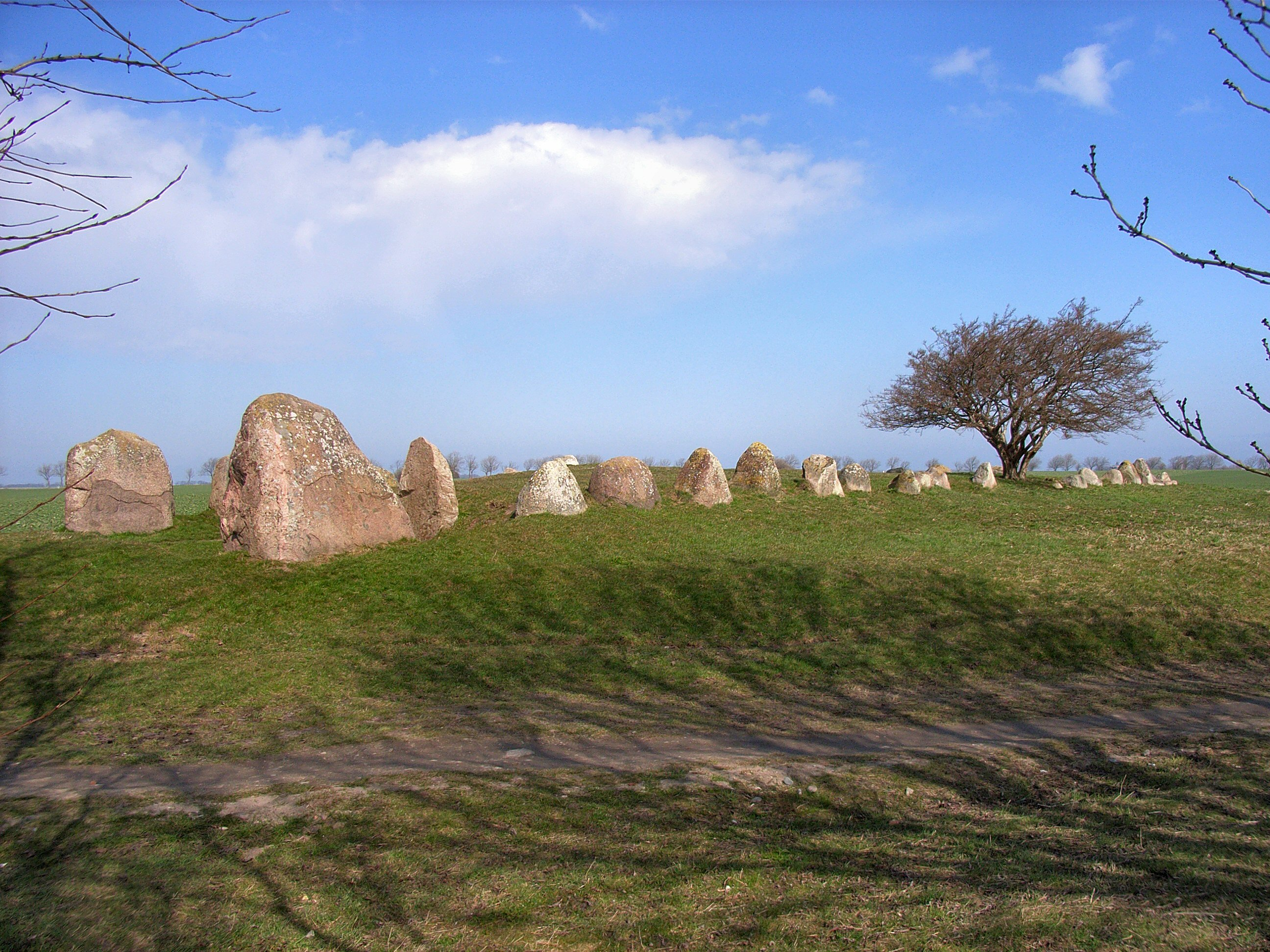
مقبرة نوبين الموجودة على جزيرة روجين

صخور الحراسة هي صخور منتصبة عموديًا، تظهر دائمًا في صورة أزواج عند زوايا المواقع الصخرية المُطوّقة التي تتخذ شكل مستطيل أو شبه منحرف (والتي تُعرف بالهولندية باسم hunebed) وتحيط بأبنية الدولمن. وتظهر هذه الصخور، بشكل خاص، في إسكندنافيا، وفي الولايات الألمانية مكلنبورغ فوربومرن، وساكسونيا السفلى (سالونغراب)، وساكسونيا أنهالت (دريبنشديت، وليتسي، ووينترفيلد)، وأحيانًا في منطقة هلوشتاين (موقع ألتر هاو). وصخور الحراسة هي عبارة عن كتل صخرية ضخمة تشكل ركائز الزوايا بالتصميمات المُطوّقة أو توضع فوقها، مثل ركائز الأعمدة بمداخل المعابد اليونانية. وتمنح التصميمات الصخرية المُطوّقة مظهرًا أثريًا.
ويتخذ تصميم صخور الحراسة في الغالب شكل شبه المنحرف. ومن أبرز نماذج هذه التصميمات شبه المنحرفة في ألمانيا: دفاسدين، ودومرفيفتس ونوبين بجزيرة روجين.
- يحتوي دولمن دفاسدين الكبير على صخور حراسة يتراوح طولها ما بين 3.3 و3.5 أمتار، وتوجد بالجانب المتسع من الدولمن. ذلك إلى جانب صخور حراسة أخرى يتراوح طولها ما بين 1.4 و1.6 من الأمتار توجد عند الجانب الضيق منه.
- يوجد بالجانب المتسع لبناء نوبين شبه المنحرف صخور حراسة يتراوح طولها ما بين 3.3 و3.4 أمتار، ويبلغ وزن كلٍ منها 25 طنًا. أما بالجانب الضيق، فيبلغ طول هذه الصخور 1.5 من الأمتار، ويقل وزنها عن ستة أطنان.

وعلى البر الرئيسي، لا يبلغ هذا الطول سوى كتلة صخرية واحدة تقع عند التصميم الصخري المُطوّق بمقاطعة كريتساو، في بارشيم. أما صخور الحراسة بالمواقع الأثرية الموجودة في ألتمارك، فيصل طولها إلى 2.8 من الأمتار.
نُظِمت صخور الحراسة، في العديد من المواقع، على نحو تبرز فيه كتل الزوايا من تشكيلة الصخور السلامية. ومثال على ذلك، الدولمن البسيط الموجود في فرونمارك بمقاطعة بارشيم، والمقبرة متعددة الممرات في ميلن, بمقاطعة بريجينتس. وفي المقبرة الكبيرة متعددة الممرات في ناشيندورف، بمقاطعة نوردفيستمكلينبيرغ، نجد جميع الكتل الصخرية الموجودة بالجانب الضيق من المقبرة مرتبة بشكل مُقعَّر بحيث تكون الزوايا ناتئة بشكل كبير. ويُلاحَظ نفس التركيب في الجانب المتسع بالتصميم شبه المنحرف للدولمن الموجود في كروكو بمقاطعة دمين.
وفي عدد من التصميمات المطوّقة مستطيلة الشكل، توجد صخور الحراسة خارج التشكيلة السلامية للتصميم تمامًا. وهذه الكتل تشبه امتدادات الركائز الصخرية الموجودة على جانبي التصميم المطوَّق وأمامه. أما باقي أجزاء التصميم الصخري المطوَّق، فيقل فيه عدد صخور الحراسة أو ينعدم. ومثال على ذلك، التصميمات الصخرية المطوّقة في جريفيسمولين باريندورف بمقاطعة نوردفيستمكلينبيرغ، وفاركفيرين بمقاطعة روستوك، ومانكووس بمقاطعة نوردفيستمكلينبيرغ.
ومن الصور الأخرى لصخور الحراسة تلك الصخور الموجودة بأطراف التصميمات الصخرية المطوّقة الطويلة حيث تكون جميع الصخور المتساوية تقريبًا في الارتفاع (وعددها أربع أو خمس صخور) أعلى كثيرًا من الصخور الموجودة على جانبي التصميم، كما هو الحال في مواقع فيسبيكر (فيسبيكر بروت وبروتيجام).
وقد كشفت دراسة صخور الحراسة في دفاسدين، ولانخين جرانيتس 1، ونوبين، عن أن هذه الصخور لم تُشيد منفصلةً عن باقي الكتل الصخرية الموجودة في التصميمات المطوّقة. فقواعدها مقامة على نفس ارتفاع الصخور الأخرى في التصميم المطوَّق، وهناك - أو بالأحرى كانت هناك - روابط دومًا تتمثل في حوائط صخرية جافة تصل بينها وبين الكتل الصخرية الأخرى. وبالرغم من أن الأهمية كانت تنصب دائمًا على صخور الحراسة العالية، فلم تُستخدَم سوى الكتل الصخرية الثلجية الشاردة التي تتمتع بسطح جيد لتستند إليها صخور الحراسة، ومن ثم تضمن استقرارها. وتظهر أهمية هذا الأمر في صخرة الحراسة بموقع دفاسدين، التي لم تتمتع بمساحة قاعدية جيدة تضمن لها الاستقرار. فأدى ذلك إلى سقوطها مثلما يتضح من العلامات الحلقية الموجودة بالسطح العلوي لها.

## الأهمية
إن المنطقة الفارغة الواقعة بين صخور الحراسة بتصميم نوبين الصخري المطوّق (هانينبت) وقاعدته، ليس بها أي علامات تدل على أي استخدام خاص للمكان. والأمر المثير للدهشة أنه عند أطراف العديد من المواقع الميغاليثية، عُثِر على كميات كبيرة من رقائق الجرانيت التي تم صنعها في نفس المكان، لأنه عُثِر على أكوام منها ترجع فيها الرقائق إلى المصدر نفسه. لوحَظ الأمر نفسه أيضًا في صخور الحراسة بموقع دفاسدين ولانخين جرانيتس. والأمر الأكثر إثارة للدهشة هو الرقائق الكثيرة التي ظهرت في أكوام عديدة بتصميم دولمن 2 الممتد الموجود في سيران بمقاطعة نويشتريلتس. فتتكوم هذه الرقائق معًا على نحو يتحتم معه أن تكون قد صُنِعت في نفس المكان الذي تم العثور عليها فيه. عُثِر أيضًا على أعداد كبيرة من الرقائق فوق الصخرة العلوية بالمقبرة الأولى متعددة الممرات في جنويتس بمقاطعة بات دوبيران. ولم تُعاد صناعة أيٍ من هذه الرقائق؛ وبالتالي فهي عبارة عن نفايات عملية تشكيل الصخور. وترتبط هذه الرقائق على نحو غير مباشر فقط بالهدف من صخور الحراسة.

## المؤلفات
- Ewald Schuldt: Die mecklenburgischen Megalithgräber. Untersuchungen zu ihrer Architektur und Funktion. In: Ewald Schuldt: Beiträge zur Ur- und Frühgeschichte der Bezirke Rostock, Schwerin und Neubrandenburg. Vol. 6, VEB Deutscher Verlag der Wissenschaften, Berlin, 1972.